# Virola guggenheimii
Virola guggenheimii är en tvåhjärtbladig växtart som beskrevs av William Antônio Rodrigues. Virola guggenheimii ingår i släktet Virola och familjen Myristicaceae. Inga underarter finns listade i Catalogue of Life.